# Obuch Ojwok Akuo
Obuch Ojwok Akuo ist ein Politiker im Südsudan. Er war Speaker der Nationalen Legislativversammlung von 2019 bis 2021.

## Leben
Obuch ist Mitglied der Sudanesische Volksbefreiungsbewegung (SPLM) und Repräsentant für den Bundesstaat Eastern Equatoria. Er gehört zur Ethnie der Pari im Lafon County (bis 2021: Imatong State).
Er war seit dem 26. August 2011 zunächst Deputy Minister (stellvertretender Minister) für Wildlife Conservation and Tourism, als dieser Posten nach der Unabhängigwerdung des Südsudan am 9. Juli 2011 geschaffen wurde.
Er wurde Speaker am 16. Dezember 2019, nachdem Anthony Lino Makana wegen einer Korruptionsanklage zurückgetreten war. Ojwok betonte, dass er den Ruf des Parlaments wiederherstellen wolle.